# إس. إس. ويلسون
إس. إس. ويلسون (بالإنجليزية: S. S. Wilson)‏ هو كاتب سيناريو ومنتج أفلام ومخرج أمريكي، ولد في 1948 في الولايات المتحدة.

## وصلات خارجية
- إس. إس. ويلسون على موقع IMDb (الإنجليزية)
- إس. إس. ويلسون على موقع ألو سيني (الفرنسية)
- إس. إس. ويلسون على موقع أول موفي (الإنجليزية)
- إس. إس. ويلسون على موقع قاعدة بيانات الأفلام السويدية (السويدية)
- إس. إس. ويلسون على موقع قاعدة بيانات الفيلم (الإنجليزية)
- إس. إس. ويلسون على موقع كينوبويسك (الروسية)